# Dot the I - Passione fatale
Dot the I - Passione fatale  (Dot the I, in italiano "il punto sopra la i") è un film del 2003 diretto da Matthew Parkhill. È stato presentato in anteprima mondiale al Sundance Film Festival il 18 gennaio 2003.

## Trama
Carmen è una ballerina di flamenco spagnola che sta per sposarsi con Barnaby. Durante il suo addio al nubilato in un ristorante francese di Londra, Carmen bacia per gioco l'affascinante Kit. Dopo quel bacio i due si innamorano, ma quello che Carmen non sa è che Kit è in realtà un attore brasiliano che è stato assunto da un regista di nome Ford per recitare in un film amatoriale dove la protagonista femminile è Carmen. Kit è convinto che anche il fidanzato di Carmen, Barnaby, sia all'oscuro del progetto cinematografico. Nel film Kit e Barnaby non devono mai vedersi. In realtà anche Kit è stato raggirato perché è proprio Barnaby il regista che lo ha assunto. Senza scrupoli, Barnaby inscena il suo matrimonio con Carmen e in seguito finge di suicidarsi dopo avere scoperto l'amore di Carmen per Kit. Carmen e Kit sono entrambi sotto shock e pieni di sensi di colpa, quindi Kit rivela a Carmen la verità ammettendo di essere stato pagato per sedurla. Quando Barnaby compare e Kit riconosce che è quel Ford che gli ha dato il lavoro, Barnaby svela tutte le sue carte e li prende in giro. Alcuni mesi più tardi, poco prima dell'uscita del film, tutti e tre si incontrano a un evento cinematografico dove Barnaby è stato invitato per ricevere un premio alla regia. Carmen sembra essersi riconciliata con Barnaby ma in realtà lei e Kit hanno pianificato la loro vendetta.

## Produzione
Il film è stato interamente girato a Londra.

## Distribuzione
Il film è uscito nelle sale cinematografiche in distribuzione limitata, soprattutto negli Stati Uniti d'America dove le recensioni sono state mediamente negative e gli incassi di poco superiori ai 300'000 dollari. Il paese con gli incassi più alti è stato il Messico. In Italia il film è uscito solo nella versione DVD nel 2008.